# Arthur Prysock
Ifj. Arthur Prysock (Spartanburg, 1924. január 1. – Hamilton, 1997. június 14.) amerikai dzsessz- és rhythm and blues-énekes, akinek bársonyos, férfias bariton hangja még Lou Rawls-énál is Lou Rawls-osabb volt.
Sokan a 20. század közepének egyik legjobb dzsesszénekesének tartják. A Concord méltatása szerint „gyengéd zenéje a hajnali órák dzsessz-rádióinak alapanyaga, a füstös koktélbárok összebújva táncolásának és a csendes esték szeretkezéseinek aláfestése volt egész Amerika-szerte.”

## Életpályája
Dél-Karolina államban született, és egy észak-karolinai tanyán nőtt fel. A második világháború kitörése után, 16 évesen Hartfordba ment és egy repülőgépgyártó üzemben kezdett dolgozni, de miután kiderült, hogy kiskorú, elbocsátották. Ezután szakácsként kapott állást, esténként pedig Hartford környéki klubokban lépett fel egy együttes tagjaként. Egy napon Buddy Johnson zenekara, az egyik legismertebb afroamerikai big band látogatott a városba, de az énekesük beteg lett, és Johnson megengedte, hogy Prysock a zenekarral énekeljen. Mivel elsöprő sikert aratott, Johnson felfogadta, és Prysock 1944–1952 között a zenekarral maradt, számos slágert szerezve, bár ezekért nem kapott jogdíjat.
1952-ben elhagyta a zenekart és szólókarrierbe kezdett, a Deccához igazolva. Hangját Billy Eckstine-éhez hasonlították, aki egyébként Prysock példaképe volt. Népszerű lett az úgynevezett Chitlin' Circuit-en, mely olyan amerikai helyszínek összessége volt, amelyek kulturális és üzleti támogatást biztosítottak a fekete előadóművészek számára a faji szegregáció korszakában. Többször bátyjával, a szaxofonos Wilbur Prysockkal együtt lépett fel. Karrierjének legfőbb, legfontosabb részét az élő fellépések jelentették, a zenealbumok kiadása csak másodlagos szerepet töltött be, és nem is volt kereskedelmi sikerük. Az 1960-as években az Old Town Records-szal kezdett hosszú együttműködésbe, és több slágerlistás dalt készített. Egyik legismertebb slágere az 1962-es I Worry About You volt, ezt később Count Basie is feldolgozta.
Az 1970-es évek elején főként kabarékban lépett fel, és a Löwenbräu reklámjának is ő volt a hangja. 1976-ban ismét a nemzeti figyelem középpontjába került When Love Is New számával. 1987-ben és 1988-ban Grammy-díjra jelölték. Idős korára Bermudára költözött, ahol 1997-ben agyi értágulat által előidézett komplikációk miatt hunyt el.

## Diszkográfia

### Nagylemezek
- I Worry About You (Old Town, 1960)
- Arthur Prysock Sings Only For You (Old Town, 1962)
- Coast To Coast (Old Town, 1963)
- A Portrait of Arthur Prysock (Old Town, 1963)
- Everlasting Songs For Everlasting Lovers (Old Town, 1964)
- Intimately Yours (Old Town, 1964)
- A Double Header With Arthur Prysock (Old Town, 1965)
- In A Mood With Arthur Prysock (Old Town, 1965)
- Arthur Prysock and Count Basie (Verve, 1966)
- Mr. Arthur Prysock and Guest (Old Town, 1966)
- Art & Soul (Verve, 1966)
- Love Me (Verve, 1967)
- To Love Or Not To Love (Verve, 1968)
- I Must Be Doing Something Right (Verve, 1968)
- This Is My Beloved (Verve, 1969)
- Funny Thing (MGM, 1968)
- The Country Side of Arthur Prysock (King, 1969)
- Where The Soul Trees Grow (King, 1969)
- The Lord Is My Shepherd (King, 1969)
- Fly My Love (King, 1970)
- Unforgettable (King, 1971)
- Arthur Prysock '74 (Old Town, 1973)
- Love Makes It Right (Old Town, 1974)
- All My Life (Old Town, 1976)
- Arthur Prysock Does It Again! (Old Town, 1977)
- Here's To Good Friends (MCA, 1978)
- A Rockin' Good Way (Milestone, 1985)
- This Guy's in Love With You (Milestone, 1986)
- Today's Love Songs, Tomorrow's Blues (Milestone, 1988)

### Listás helyezéseket elért kislemezek
| Év   | Cím                                                         | Helyezés | Helyezés |
| Év   | Cím                                                         | US Pop   | US R&B   |
| ---- | ----------------------------------------------------------- | -------- | -------- |
| 1946 | They All Say I'm the Biggest Fool Buddy Johnson zenekarával | –        | 5        |
| 1950 | Because Buddy Johnson zenekarával                           | –        | 8        |
| 1952 | I Didn't Sleep a Wink Last Night                            | –        | 5        |
| 1960 | The Very Thought of You                                     | –        | 19       |
| 1961 | One More Time                                               | –        | 30       |
| 1965 | It's Too Late, Baby (Too Late)                              | 56       | 11       |
| 1968 | A Working Man's Prayer                                      | 74       | –        |
| 1973 | In the Rain                                                 | –        | 36       |
| 1976 | When Love Is New                                            | 64       | 10       |
| 1977 | I Wantcha Baby                                              | –        | 43       |
| 1977 | You Can Do It                                               | –        | 33       |